# Borxleben
Borxleben település Németországban, azon belül Türingiában. Lakosainak száma 271 fő (2023. december 31.).

## Népesség
A település népességének változása:
| Lakosok száma | 293  | 279  | 276  | 285  | 280  | 271  |
|               | 2014 | 2017 | 2019 | 2021 | 2022 | 2023 |